# Chott ech Chergui
Le chott ech Chergui ou Chott Ghergui (arabe : شط الشرقي) est un lac d'eau salé situé dans le nord-ouest de l'Algérie. C'est l'un des plus grands lacs d'Algérie et d'Afrique du Nord.

## Géographie

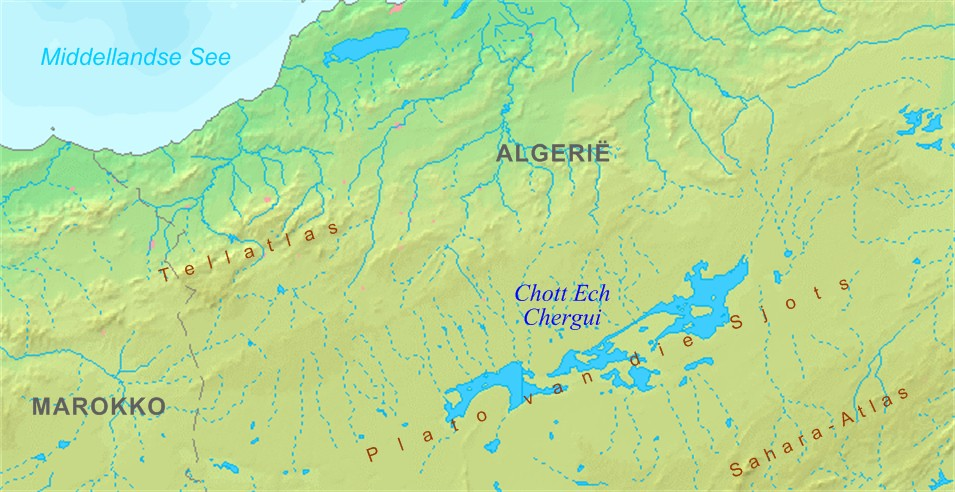
Carte du Chott Ech Chergui.

Le chott ech-Chergui est une vaste sebkha située au centre des Hauts plateaux d'Oranie, dans l'ouest de l'Algérie. Il est occupé par une étendue d'eau peu profonde et à l'extension variable, sa largeur est de 160 km et sa superficie varie en fonction des précipitations. 
Le chott ech-Chergui est une zone humide protégée par la convention de Ramsar depuis le 2 février 2001. Le site Ramsar a une superficie de 8 555 km², il constitue le foyer naturel pour de nombreuses espèces animales et végétales menacées et vulnérables.